# Le Carnaval d'Arlequin
Le Carnaval d'Arlequin est une toile peinte par Joan Miró entre 1924 et 1925. C'est l'une des toiles majeures de la période surréaliste de l'artiste.  

## Contexte
C'est une toile totalement surréaliste qui obtient un grand succès à l'exposition collective « Peinture surréaliste » de la galerie Pierre (Paris). Elle est exposée à côté d'œuvres de Giorgio de Chirico, Paul Klee, Man Ray, Pablo Picasso et Max Ernst.
Cette peinture est considérée comme étant l'apogée de la période surréaliste de Joan Miró. Réalisée de 1924 à 1925, le maître l'exécute à une époque de sa vie économiquement difficile où il souffre, entre autres, de pénurie alimentaire et à laquelle le thème de l'œuvre est lié :

« J'ai essayé de traduire les hallucinations que la faim produisait. Je ne peignais pas ce que je voyais en rêve, comme diraient aujourd'hui Breton et les siens, mais ce que la faim produisait : une forme de transe ressemblant à ce que ressentent les orientaux »

— Joan Miró
Les personnages principaux de la composition picturale sont un automate qui joue de la guitare et un arlequin avec de grandes moustaches. On note également de nombreux détails d'imagination répartis sur toute la toile : un oiseau aux ailes bleues sorties d'un œuf, un couple de chats jouant avec une pelote de laine, un poisson volant, un insecte qui sort d'un dé, une échelle avec une grande oreille, et, sur la partie supérieure droite, on voit au travers d'une fenêtre une forme conique supposée représenter la tour Eiffel.

## Composition
Si l'œuvre est clairement d'inspiration surréaliste, l'influence de ce mouvement se note plus dans les thématiques abordées que dans la technique utilisée. L'apparente spontanéité de la création est précédée par des croquis et une projection structurée. D'une part, les figures et objets sont sans aucun rapport et paraissent être le fruit du hasard et de l'inspiration immédiate de l'artiste.
En revanche, les croquis et esquisses montrent que ce hasard apparent est le fruit d'une composition précise qui déroge et s'oppose aux principes surréalistes. De plus, une analyse fine de l'œuvre montre une grille diagonale peinte en rouge qui dénote une composition à priori de la toile.

## Description
Sur cette toile, de nombreux êtres et objets sont juxtaposés dans le désordre apparent d'une chambre avec une petite fenêtre : poisson, chats, insecte qui sort d'un dé, guitare, pelote de laine, une fenêtre une forme conique supposée représenter la tour Eiffel au travers d'une fenêtre, etc. La présence de certains objets comme tels que l'échelle sont, selon les explications du maître, dotés d'une symbolique.
En l'absence de cette explication, ces objets symboliques se mêlent aux autres objets de la pièce sans affecter l'expression artistique. Les surréalistes considèrent que cette expression artistique est une autre manière de percevoir et de réagir à l'environnement, la réalité étant le fait d'un subconscient qu'ils expriment au travers de leurs œuvres, et qui peuvent avoir des représentations apparemment irrationnelles.

## Expositions
- Miró : La couleur de mes rêves, Grand Palais, Paris, 2018-2019 — n°17.